# Rhyssella humida
Rhyssella humida là một loài tò vò trong họ Ichneumonidae.